# Eupithecia dodata
Eupithecia dodata là một loài bướm đêm trong họ Geometridae.